# Windows Metafile
Pour les articles homonymes, voir WMF.
 (septembre 2020).
Si vous disposez d'ouvrages ou d'articles de référence ou si vous connaissez des sites web de qualité traitant du thème abordé ici, merci de compléter l'article en donnant les références utiles à sa vérifiabilité et en les liant à la section « Notes et références ».
Windows Metafile (WMF) est un format d'image numérique sur les systèmes Windows, conçu au début des années 1990 et de moins en moins utilisé depuis l'avènement d'Internet et de l'utilisation massive d'autres formats comparables comme GIF, JPEG, et PNG. C'est un format supportant le dessin vectoriel, mais qui permet aussi l'inclusion d'images matricielles. 
WMF est un format 16-bit, introduit avec Microsoft Windows 3.0 ; une nouvelle version 32-bit, « améliorée », est appelée Enhanced Metafile (EMF).

## Description
Le fonctionnement d'un fichier WMF est similaire à celui du format PostScript utilisé en environnement UNIX. Un fichier WMF est un ensemble d'appels à des fonctions, et ces appels sont envoyés à l'interface graphique (GDI) pour affichage.
GDI (Graphics Device Interface ou Graphical Device Interface) est la couche graphique de Microsoft Windows, un des trois « sous-systèmes » clés de ce système d'exploitation. Utilisé pour représenter des objets graphiques et les afficher sur des fenêtres, écrans, imprimantes, … il se manifeste sous forme de DLL (gdi32.dll), exécutée avec des privilèges « SYSTEM » (équivalent aux droits administrateur système, ou root).

## ExploitSetAbortProc
L'appel SetAbortProc inclus dans gdi32.dll permet à une application de signaler à GDI qu'elle comporte une fonction de gestion d'erreurs au niveau du spouleur ou de suppression de travaux d'impression. Elle permet donc d'ajouter du code arbitraire à l'image WMF (comme Internet Explorer, Explorateur de fichiers, Google Desktop Search) est alors vulnérable à cet exploit. Cette vulnérabilité a été corrigée début janvier 2006. 